# Svensk psalmbok för den evangelisk-lutherska kyrkan i Finland (1986)
Svensk psalmbok för den evangelisk-lutherska kyrkan i Finland  är den psalmbok som används av svenskspråkiga församlingar i den evangelisk-lutherska kyrkan i Finland. Psalmboken utarbetades parallellt med motsvarande finskspråkiga psalmbok, men är ett självständigt verk, med bland annat ett annat urval psalmer. Den kom ut samma år som 1986 års psalmbok i Sverige, men har inte samordnats med den.

## Historia
Initiativet till en ny finlandssvensk psalmbok togs officiellt upp på stiftsmötet i Borgå stift 1974. Ärendet behandlades vidare år 1975 och Finlands evangelisk-lutherska kyrkas kyrkomöte tog även upp frågan samma år och tillsatte en kommitté för att utarbeta ett förslag. Till kommittén utsågs direktor cantus Gunnar Ahlskog, teologie licentiat Gustav Björkstrand, filosofie magister Ull-Britt Gustafsson, diplomorganist Gunvor Helander, kontraktsprosten Alvar Kurtén (som sammankallare), pastor Henrik Perret och författaren Ole Torvalds. Till sekreterare kallades filosofie och teologie licentiat Karl-Johan Hansson. 
Kommittén fick som uppdrag att förbereda en totalrevison av den finlandssvenska psalmboken. Till skillnad från den föregående psalmboken, där melodierna utarbetades då texterna redan godkänts av kyrkomötet, arbetade man parallellt med texter och melodier. Arbetet med revisonen skedde i nära samarbete med finska psalmbokskommittén och enligt samma huvudprinciper, dock så att det svenska reformarbetet inte behövde slaviskt följa det finskspråkiga.
Under arbetets gång utgav kommittén 1979 ett försökshäfte Nya psalmer ett urval, som innehöll 90, för psalmboken nya psalmer. Bland dem fanns äldre kända väckelsesånger, medeltida hymner i nyöversättning, gamla psalmer, som inte tidigare funnits i den finlanssvenska psalmboken samt prov på de senaste årens svenska psalmdiktning. Boken var avsedd att användas som komplement till psalmboken.
Ett förslag till en ny psalmbok Nya psalmer -83 publicerades år 1983 med 549 psalmer. Stommen i förslaget bestod av 1943 års psalmbok, av dess 632 psalmer ingick 273 och antalet nya psalmer var 190.
Kyrkomötet antog den nya psalmboken i februari 1986 och den togs i bruk första söndagen i advent 1987. I psalmboken finns 585 psalmer. Av psalmerna i 1943 års psalmbok behölls 381. Ändringar har gjorts i både texter och melodier. Drygt 200 psalmer är nyinförda. Tonhöjden har sänkts i många melodier och ackordanalys har utarbetats för ett hundratal psalmer.

## Psalmbokens psalmer och karaktär
Den finlandssvenska psalmboken är en egen psalmbok med egen profil, men den har dock nära samband både med Finlands ev. luth. kyrkas finska psalmbok "Virsikirja" och med Svenska kyrkas psalmbok ”Den svenska psalmboken”. Psalmboken används även i tvåspråkiga församlingar och i tvåspråkiga sammanhang. Detta försvåras i viss mån av några faktorer: antalet verser i en del psalmer är olika, psalmernas sjungs med olika melodier i respektive böcker och några psalmer med samma originaltext är översatta i olika versmått.
Bland dem finns en stor del psalmer som inte ingår i Finlands kyrkas finska psalmbok, Virsikirja från år 1986 eller i Den svenska psalmboken från år 1986 (Svenska kyrkans psalmbok). Det finlandssvenska särstoffet bland psalmerna är 24 %, ungefär en fjärdedel av psalmerna i psalmboken. Ungefär en lika stor del psalmer är gemensam för alla tre nya psalmböcker i Finland och Sverige. Dock är andelen gemensamma psalmer större i förhållande till den rikssvenska psalmboken än till den finska. 45 % av psalmerna är gemensamma med den finska psalmboken och 57 % med den rikssvenska.
Psalmbokens har en del del gemensamt material med den rikssvenska psalmboken. Dock är psalmerna inte alltid likalydande vare sig till text eller melodi. Psalmboken skiljer sig från 1986 års psalmbok i Sverige, vid sidan av annat urval psalmer, bland annat genom att alla konjunktivformer och plurala verbformer konsekvent är borttagna, med åtföljande ändringar i omgivande text. Å andra sidan har man velat bevara de rena rimmen, och alltså är bearbetningarna i det avseendet mindre omvälvande.Tretton rikssvenska psalmer har bevarats i den finlandssvenska psalmboken trots att de har utgått i Sverige från 1986 års psalmbok. Den i Sverige omdiskuterade psalmen av J.A Eklund "Fädernas kyrka" (nr 168), som efter mycken diskussion utgick i Sverige, är kvar i den finlandssvenska psalmboken i en förkortad variant.
Bland psalmförfattare i den finlandssvenska psalmboken kan nämnas de ”gamla” finlandssvenska författarna, Johan Ludvig Runeberg med 25 psalmer, Zaharias Topelius med 13 psalmer, Jacob Tegengren med 12 psalmer,  Alfons Takolander med 4 psalmer och Joel Rundt med 3 psalmer samt ”nya” författare Viola Renvall, Hjalmar Krokfors och Catharina Östman, Lars Huldén, Tua Forsström och Ull-Britt Gustafsson-Pensar. Nya finska författare är Anna-Maija Raittila, Pia Perkiö och Jukka Lehtinen.
Bland svenska psalmförfattare i psalmboken kan nämnas Johan Olof Wallin med tolv psalmer, Franz Mikael Franzén med sju psalmer, Lina Sandell Berg och Paul Nilsson med åtta psalmer samt ”nya” författare Anders Frostenson 23 psalmer, Britt G. Hallqvist med åtta, Olof Hartman med en, Eva Norberg Hagberg med nio och Ylva Eggehorn med tre psalmer. Vidare finns det nya psalmer från Danmark (t.ex. Karl Laurids Aastrup med två psalmer), Norge (Svein Ellingsen, åtta psalmer), en psalm från Island. Vidare finns några nya psalmer från USA (t.ex. Fanny Crosby, tre psalmer) och Storbritannien (Fred Kaan och F. Pratt Green).
Ett psalmbokstillägg med titeln "Sång i Guds värld. Tillägg till Svensk psalmbok för den evangelisk-lutherska kyrkan i Finland" antogs av kyrkomötet i november 2015 och det togs i bruk 2016. TIllägget har 146 psalmer.

## Psalmerna
(ang. psalmernas texter och noter, se https://psalmbok.fi/)

### Kyrkoåret

#### Advent
- 1 Hosianna, Davids son Finns på Wikisource. — text och noter
- 2 Gläd dig, du Kristi brud Finns på Wikisource. — text och noter
- 3 Gör porten hög, gör dörren bred Finns på Wikisource. — text och noter
- 4 Bereden väg för Herran Finns på Wikisource. — text och noter
- 5 Nu väl bereden eder Finns på Wikisource. — text och noter (text: Valentin Thilo. Musik:Traditionell)
- 6 Gud, vår Gud, för världen all Finns på Wikisource. — text och noter
- 7 Dotter Sion, fröjda dig Finns på Wikisource. (Melodi ur Georg Friedrich Händels oratorium Judas Maccabaeus) — text och noter
- 8 Jag höja vill till Gud min sång — text och noter
- 9 Gå, Sion, din konung att möta — text och noter
- 10 Han kommer i sin kyrka — text och noter ur 1937 års psalmbok
- 11 När vintermörkret kring oss står Finns på Wikisource. — text och noter
- 12 Jesus från Nasaret går här fram — text och noter ur 1937 års psalmbok
- 13 Kristus kommer, Davids son — text och noter
- 14 En man blev sänd (d-moll) — text

#### Jul
- 15 Världens Frälsare är här Finns på Wikisource. — text och noter
- 16 Lov ske dig, Herre Jesus Krist — text och noter
- 17 Lov vare dig, o Jesu Krist — text och noter
- 18 Kom, alla stora, små — text och noter
- 19 Kristi kyrka, fröjda dig — text och noter
- 20 Ett barn har fötts till vår jord i dag Finns på Wikisource. — text och noter
- 21 Det är en ros utsprungen Finns på Wikisource. — text och noter
- 22a Av himlens höjd Finns på Wikisource. — text och noter
- 22b Av himlens höjd Finns på Wikisource. — text och noter
- 23 Hell morgonstjärna mild och ren Finns på Wikisource. — text och noter
- 24 Här kommer, Jesus, dina små
- 25 Dagen är kommen — den latinska texten — text och noter
- 26 Lyssna, värld, till ängelns ord
- 27 Var hälsad, sköna morgonstund Finns på Wikisource. — text och noter
- 28 O du saliga, o du heliga Finns på Wikisource. — text och noter
- 29 Stilla natt, heliga natt Finns på Wikisource. — text och noter
- 30 Och det hände vid den tiden text och noter
- 31 Härlig är jorden Finns på Wikisource. — text och noter
- 32 Giv mig ej glans, ej guld, ej prakt Finns på Wikisource. — text
- 33 Brinn, fridens stjärna, brinn
- 34 Nu tändas tusen juleljus Finns på Wikisource. — text och noter
- 35 När Jesusbarnet föddes
- 36 Över jordens mörka dalar — text och noter

#### Nyår
- 37 Guds nåd vi glatt skall prisa — text och noter
- 38 Välsignat vare Jesu namn — text och noter
- 39 Giv, o Jesus, fröjd och lycka — text och noter ur 1937 års psalmbok
- 40 Under detta nya år
- 41 O Jesus god, ditt namn är stort — text och noter
- 42 När den arma jordens tid förgår — text och noter
- 43 Ett år har gått till ända — text och noter
- 44 Vi ber dig, våra fäders Gud — text och noter

#### Trettondagen
- 45 En stjärna lyste undersam — text och noter
- 46 Himlens stjärna fordom ledde — text och noter
- 47 Milda stjärna, ren och klar — text och noter
- 48 Vid Betlehem en vinternatt — text och noter
- 49 Prisad högt av herdars skara
- 50 Å, vilka stora gåvor

#### Kyndelsmässodagen
- 51 Nu får din tjänare i frid — text och noter
- 52 Jungfru Maria, jungfru Maria, min Herres mor — text och noter
- 53 Kristus är världens ljus

#### Marie bebådelsedag
- 54 Kristus den rätte Herren — text och noter
- 55 Min ande fröjdar sig i Gud — text och noter
- 56 Salig du och högt benådad — text och noter
- 57 Maria Herrens moder — text och noter
- 58 Alla källor springer fram i glädje

#### Fastetiden
- 59 Se, vi går upp till Jerusalem
- 60 O huvud, blodigt, sårat — text och noter
- 61 Guds rena lamm, oskyldig — text och noter
- 62 Vi tackar dig, o Jesus god — text och noter
- 63 O Jesus kär, vad har väl du förbrutit — text och noter
- 64 Ack hjärtans ve — text och noter
- 65 Där går ett lamm och stilla bär — text och noter
- 66 Jesus, du mitt liv, min hälsa — text och noter
- 67 Skåda, skåda nu här alla — text och noter
- 68 Jesus, lär mig rätt betrakta — text och noter
- 69 Så är fullkomnat, Jesus kär — text och noter
- 70 När jag mot korset blickar fram — text och noter
- 71 O Jesus Krist, vår salighet — text och noter
- 72 Du bar ditt kors, o Jesus mild — text och noter
- 73 Långt borta i ett fjärran land
- 74 Han på korset, han allena — text och noter
- 75 Vår Herre Kristus talat har — text och noter
- 76 O Jesus, du min salighet — text och noter
- 77 Från örtagården leder — text och noter
- 78a Konung är du visst
- 78b Konung är du visst
- 79 Konung med törnekrona
- 80 Jesus av de steg för oss du tagit
- 81 När med de dina, Frälsare, du satt — text och noter
- 82 Se, kärlet brast, och oljan är utgjuten — text och noter
- 83 Den tunga dagen går mot natt till sist
- 84 På min väg av själviskhet — text och noter
- 85 Hur mörkret tätnar i vår värld — text och noter
- 86 De såg ej dig, blott timmermannens son
- 87 För att du inte tog det gudomliga — text och noter

#### Påsk
- 88 Krist är uppstånden — text och noter
- 89 Nu kommen är vår påskafröjd — text och noter
- 90 Upp min tunga — text och noter
- 91 Uppstånden är vår Herre Krist — text och noter
- 92 I dödens band låg Herren Krist — text och noter
- 93 Ära ske Gud och Herren Krist — text och noter
- 94 Nu låt oss fröjdas med varann — text och noter
- 95 Detta är den stora dagen — text och noter
- 96 Nu gläd er alla ni som har — text och noter
- 97 Jesus lever! Därför kan — text och noter
- 98 Vad ljus över griften — text och noter
- 99 Du segern oss förkunnar — text och noter
- 100 De trodde att Jesus var borta
- 101 Kornet har sin vila
- 102 Livet vann, dess namn är Jesus — text och noter
- 103 Herren lever, våga tro det — text

#### Kristi himmelsfärds dag
- 104 Till himlen Herren Jesus for — text och noter
- 105 Till härlighetens land igen — text och noter

#### Pingst
- 106 Kom, helge Ande, Herre god — text och noter
- 107 O du helge Ande, kom till oss — text och noter
- 108 Kom, helge Ande, Herre Gud — text och noter
- 109 Dig, helge Ande, nu vi ber — text och noter
- 110 Ande, nådens källa — text och noter
- 111 Kom, helge Ande, till mig in — text och noter
- 112 Helige Ande, kom till oss från ovan — text och noter
- 113 Helige Ande, sanningens Ande — text och noter
- 114 Kom till mitt arma hjärta — text och noter
- 115 Helige Ande, låt nu ske
- 116 Kom, helige Ande, från höjden, kom ned — text och noter
- 117 O Guds Ande, du som bor i ljus
- 118 Grip du mig, helige Ande — text och noter
- 119 Överallt sig Anden rör — text

#### Kristi förklarings dag
- 120 På berget i förklarat sken — text och noter
- 121 Vår blick mot helga berget går — text
- 122 Sorlet har dött — text och noter

#### Mikaelidagen
- 123 Med tacksamhet jag prisar — text och noter
- 124 Gud låter sina trogna här — text och noter
- 125 O låt oss, Herre Gud — text och noter
- 126 Inför Guds himlatron

#### Alla helgons dag
- 127 Den stora vita skaran där
- 128 Det dukas i himlarnas rike ett bord — text och noter
- 129 För alla helgon, som i kamp för tron — text
- 130 I himmelen sjunger kring Lammets tron
- 131 Välsignade alla ni kära — text och noter
- 132 O Herre för trogna martyrer
- 133 Helgonen har funnit friden — text och noter

#### Kyrkoårets slut
- 134 Väktarns rop i natten skallar
- 135 Upp, vakna, ni kristna alla — text och noter
- 136 En dag skall randas för vår syn — text och noter
- 137 Vak upp, gör bättring, du kristenhet — text och noter
- 138 Nu dagen är till ända — text och noter
- 139 Vakna upp! en stämma bjuder — text och noter
- 140 Ack saliga dag, som i hoppet vi bidar — text och noter
- 141 Skall natten nu ljusna — text
- 142 Herre, när din dag är inne
- 143 En dag skall Herrens skapardrömmar möta

### Gudstjänstlivet

#### Guds treenighet
- 144 Vi lova dig — text och noter
- 145 Gud treenig, stå oss bi — text och noter
- 146 Vi tror på en allsmäktig Gud — text och noter
- 147 Allena Gud i himmelrik — text och noter
- 148 O Herre Gud i himmelrik — text och noter
- 149 Gud, heliga treenighet — text och noter
- 150 O heliga Treenighet — text och noter
- 151 Välsigna oss, o store Gud — text och noter
- 152 Vi tror på Gud, som himmel, jord — text och noter
- 153 Måne och sol

#### Kristi kyrka
- 154 Vår Gud är oss en väldig borg — text och noter
- 155 Gud är vår starkhet och vårt stöd — text och noter
- 156 Jerusalem, du helga stad — text och noter
- 157 Behåll oss, Herre, vid ditt ord — text och noter
- 158 Förbliv hos oss, o Jesus Krist — text och noter
- 159 Guds församling, håll i minne — text och noter
- 160 Hjärtan, enigt sammanslutna — text och noter
- 161 Om blott Jesus, vår Herre, går med oss till strid — text och noter
- 162 Kungör, o Herre, din allmakt, din ära — text och noter
- 163 Lov ske dig, store Gud — text och noter
- 164 Din spira, Jesus, sträckes ut — text och noter
- 165 Gammal är kyrkan, Herrens hus — text och noter
- 166 En Fader oss förenar — text och noter
- 167 Sin enda grund har kyrkan — text och noter
- 168 Fädernas kyrka i fädrens land — text och noter
- 169 Guds menighet är jordens största under
- 170 Än finns det en värld — text och noter
- 171 Det går en väg genom ökensand — text och noter
- 172 Lågorna är många

#### Gudstjänsten
- 173 O Gud, det är en hjärtans tröst — text och noter
- 174 O Jesus Krist, till oss dig vänd — text och noter
- 175 Käre Jesus, vi är här — text och noter
- 176 Så skön och ljuvlig är — text och noter
- 177a Herren Gud är nära — text och noter
- 177b Herren Gud är nära — text och noter
- 178 Hur ljuvt det är att komma — text och noter
- 179 Helige Fader, kom och var oss nära — text och noter
- 180 Sabbatsmorgon stilla gryr i Herrens frid — text och noter
- 181 Kom inför Herren med tacksamhet, gamla och unga
- 182 Tack, o Herre, för din kyrka — text och noter
- 183 Kom helga frid med klockors röst
- 184 Helga tempel slut oss inne
- 185 Var med oss, Jesus, då vi samlas nu — text och noter
- 186 Uti din helgedom, o Gud — text och noter
- 187 Herre, du som lovat sända — text och noter
- 188 Det finns en plats i en stor trygg famn — text och noter
- 189 Herren är i sitt heliga tempel
- 190 Inför ditt ansikte, käre Gud Fader — text och noter
- 191 Vi bär så många med oss
- 192 Låt mig nu din förbliva — text och noter
- 193 För ditt ansikte, o Gud — text och noter

#### Guds ord
- 194 Nu fröjda dig, du vida jord — text och noter
- 195 Guds ord är ljuset på min stig — text och noter
- 196 Jag vet en blomma, skön och blid — text och noter
- 197 Du sänt oss, Gud, ditt helga ord — text och noter
- 198 Ordets Herre, du har givit — text och noter
- 199 En dyr klenod, en klar och ren Finns på Wikisource. — text och noter
- 200 Hur skall vi rätt dig prisa — text och noter
- 201 Ordet om Guds nåd och frälsning — text och noter
- 202 Herre, samla nu oss alla — text och noter
- 203 Lovad vare Gud som sänder — text och noter
- 204 Omkring ditt ord, o Jesus — text och noter
- 205 O djupa klang i Herrens ord — text och noter
- 206 Livets Ande, kom från ovan — text och noter
- 207 En såningsman går där
- 208 Därför att Ordet bland oss bor
- 209 Som torra marken dricker regn

#### Dopet
- 210 När till Jordan vår Herre drog
- 211 Glad jag städse vill bekänna — text och noter
- 212 Vi tackar dig, vår Skapare — text och noter
- 213 Jag tror på Gud som med sitt ord — text och noter
- 214 Med vår glädje över livets under

#### Nattvarden
- 215 Säll den som håller Jesus kär — text och noter
- 216 Jesus Kristus är vår hälsa — text och noter
- 217 Gud vare lovad! Högt ditt namn vi prisar! — text och noter
- 218 Ett livets bröd vill Jesus Krist — text och noter
- 219 O Jesus, än de dina — text och noter
- 220 Hur kan jag glömma honom — text och noter
- 221 Vår Herres Jesu nattvard är — text och noter
- 222 Låt oss tillbe av allt hjärta — text och noter
- 223 Du som tronar i det höga — text och noter
- 224 Du öppnar, o evige Fader, i Kristus din famn
- 225 Som spridda sädeskornen
- 226 Vi till ditt altarbord bär fram
- 227 Du ber oss till ditt altarbord
- 228 Till måltid Herren kallar
- 229 När vi delar det bröd som han oss ger — text och noter

#### Konfirmation
- 230 Kom, o Jesus, väck mitt sinne — text och noter
- 231 Som daggens pärlor glimmar — text och noter
- 232 Dina blev vi ren som späda — text och noter
- 233 Ren tidigt du beredde — text och noter
- 234 Med jubel vi dig hälsar — text och noter

#### Vigsel
- 235 Gud, se i nåd till dessa två Finns på Wikisource. — text och noter
- 236 Du Gud har skapat mänskan — text och noter
- 237 Se, livet vill blomma i Skaparens hand — text

#### Begravning
- 238 Låt gråten och klagan få stillna — text och noter
- 239 Jag går mot döden var jag går — text och noter
- 240 Där varje väg skall sluta — text och noter
- 241 Saliga de som ifrån världens öden — text och noter
- 242 Broder/Syster i Kristus — text och noter
- 243 Din frid skall aldrig vika
- 244 Jordens Gud, stjärnornas Herre

#### Kyrkans tjänare
- 245 Inför dig vår herde här — text och noter
- 246 Herre, du som trofast vårdar — text och noter
- 247 Du, Jesus Kristus, i din skörd — text och noter
- 248 Herren, vår Gud, har rest sin tron — text och noter
- 249 Herre, du har anförtrott — text och noter

### Livet i Kristus

#### Guds nåd i Kristus
- 250 Ditt ljuva minne, Jesus kär — text och noter
- 251 Vår Gud har av barmhärtighet — text och noter
- 252 O Jesus Krist, som mänska blev — text och noter
- 253 O gläd dig Guds församling nu
- 254 Till dig allena, Kristus, står — text och noter (=1937:269)
- 255 Av hjärtat håller jag dig kär — text och noter
- 256 Så älskar Gud vår värld, att han — text och noter
- 257 Se, Jesus är ett tröstrikt namn — text och noter
- 258 Bort, mitt hjärta, med de tankar — text och noter
- 259 Är Gud i himlen för mig — text och noter
- 260 Jesus, glädjens källa — text och noter
- 261 Kärlek, av vars hand jag blivit — text och noter
- 262 Skulle jag min Gud ej lova — text och noter
- 263 Jesus, är mitt liv, min hälsa — text och noter
- 264 Jesus, du mitt hjärtas längtan — text och noter
- 265 Jesus är min vän den bästa — text och noter
- 266 Jag nu den säkra grunden vunnit — text och noter
- 267 Den enda glädje som jag vet — text och noter
- 268 Jesus, korsets man — text och noter
- 269 Klippa, du som brast för mig — text och noter
- 270 När världens hopp förtvinat stod — text och noter
- 271 Salig, salig, den som kände — text och noter
- 272 Så älskade Gud världen all
- 273 Säll den vars hopp till Jesus står — text och noter
- 274 Det finns djup i Herrens godhet
- 275 Jesus för världen givit sitt liv — text och noter
- 276 Jesus, det renaste — text
- 277 Allt allt ditt öga Herre ser
- 278 Kristus vandrar bland oss än

#### Glädje och tacksamhet
- 279 Gud, vår Gud, vi lovar dig — text och noter
- 280 O Gud, vi lovar dig — text och noter
- 281 Dig vare lov och pris, o Krist — text och noter
- 282 Min själ skall lova Herran — text och noter
- 283 Lovsjung nu, alla länder, Gud — text och noter
- 284 Lovsjung vår Herre, konungen i höjden — text och noter
- 285 Lov, pris och tack ske dig, o Fader kära — text och noter
- 286 Nu tacka Gud, allt folk — text och noter
- 287 Hela världen, prisa Herran — text och noter
- 288a Med tacksam röst och tacksam själ — text och noter
- 288b Med tacksam röst och tacksam själ — text
- 289 Herren vår Gud är en konung i makt och i ära — text och noter
- 290 Lovad vare Herren — text och noter
- 291 Lova vill jag Herran, Herran — text och noter
- 292a Lova Gud i himmelshöjd — text och noter
- 292b Lova Gud i himmelshöjd — text och noter
- 293 Herre Gud, ditt dyra namn till ära — text och noter
- 294 O, att min Gud jag kunde lova — text och noter
- 295 Kom, låt oss nu förenas här — text och noter
- 296 Hur ljuvligt klingar Jesu namn — text och noter
- 297 Gud, allsmäktige, må alla — text och noter
- 298 Helig, helig, helig — text och noter
- 299 Lovsjung vår Herres Jesu kärlek — text och noter
- 300 Mitt hjärta ständigt sjunger — text och noter
- 301 Hur är ditt namn, o Gud, ej stort — text och noter
- 302 Välsignad Gud, som har sitt folk förlossat — text och noter
- 303 Halleluja! Sjung om Jesus
- 304 Lov ske dig, Herre Jesus Krist — text och noter
- 305 Min sång skall bli om Jesus — text och noter
- 306a Tack, min Gud, för vad som varit — text och noter
- 306b Tack, min Gud, för vad som varit — text och noter
- 307 Att prisa dig är underbart — text och noter
- 308 Den höga himlen
- 309 Guds ära vi sjunger och prisar hans namn
- 310 Namnet Jesus bleknar aldrig — text och noter
- 311 Sången om Kristus skall aldrig få tystna — text och noter
- 312 Lova Herren, sol och måne
- 313 När glatt vi prisar Gud med sång och spel — text

#### Bön och förbön
- 314 Jesus du som själen mättar
- 315 Mitt hjärta fröjda dig — text och noter
- 316 Gud välsigna och bevara — text och noter
- 317 Store Gud dig änglar prisar — text och noter
- 318 Min gode Gud jag beder dig — text och noter
- 319 Närmare Gud till dig — text och noter
- 320 Fader över alla fäder — text och noter
- 321 Så tag nu mina händer — text och noter
- 322 Sanningens Ande — text och noter

- 323 Till dig o Herre ville jag — text och noter
- 324 En liten stund med Jesus — text och noter
- 325 Långt bortom rymder vida — text och noter
- 326 O giv oss Herre av den tro — text och noter
- 327 O du som ser o du som vet — text och noter
- 328 Att bedja är ej endast att begära — text och noter
- 329 Hör mig Gud jag beder dig — text och noter
- 330 Tag Jesus mig vid handen — text och noter
- 331 Evige konung — text och noter
- 332 Hör oss Gud du själv har bett oss
- 333 Lär mig att bedja av hjärtat — text och noter
- 334 Jordens Herre möt oss alla — text och noter

#### Tvivel och tro
- 335 Jesus din ljuva förening att smaka — text och noter
- 336 Ängsliga hjärta — text och noter
- 337 Ditt ord o Herre kallar oss — text och noter
- 338 En dunkel örtagård jag vet — text och noter
- 339 Mästare alla söka dig — text och noter
- 340 Mitt hjärta längtar dag och natt
- 341 O Herre i dina hände r — text och noter
- 342 Herre jag vill bida — text och noter
- 343 Bed för mig Herre kär — text och noter
- 344 Jag skulle vilja våga tro — text och noter
- 345 Natanael står inför Herren Kristus — text och noter
- 346 När livet saknar mening — text och noter

#### Skuld och förlåtelse
- 345 Natanael står inför Herren Kristus — text och noter
- 346 När livet saknar mening — text och noter
- 347 Ur djupets nöd min Gud till dig — text och noter
- 348 Till dig jag ropar Herre Krist — text och noter
- 349 När vi i högsta nöden står — text och noter
- 350 En syndig man — text och noter
- 351 O Jesus Krist du nådens brunn — text och noter
- 352 Vart flyr jag för Gud — text och noter
- 353 Min själ nu är tid — text och noter
- 354 För dig min nöd jag klagar — text och noter
- 355a Frälsare du som äger läkedomen
- 355b Frälsare du som äger läkedomen
- 356 Fader du vars hjärta gömmer — text
- 357 O salighet o gåtfullhet
- 358 Säg får jag komma som jag är

#### Nöd och nåd
- 359 Till dig ur hjärtegrunden — text och noter
- 360 Såsom hjorten ivrigt längtar — text och noter
- 361 Jag ville tacka och prisa — text och noter
- 362 Vänd nu om ni sorgsna själar — text och noter
- 363 Min själ mitt sinne låt Gud råda — text och noter
- 364 Sorgen och glädjen — text och noter
- 365 Allt vad vi på jorden äger — text och noter
- 366 O Gud det är min glädje — text och noter
- 367 Hjälp mig o Jesus
- 368 När ingen dager ögat skådar — text och noter
- 369 För Jesu milda ögon — text och noter
- 370 Som du vill o Herre min — text
- 371 Kristus uppenbara för oss — text och noter
- 372 När stormen ryter vilt på hav
- 373 Nu gläd dig min Ande i Herran — text och noter
- 374 Jesus tänk på mig
- 375 Mitt i en värld av mörker
- 376 Nu öppnar saknad sina öde vidder

#### Tro och trygghet
- 377 Från Gud vill jag ej skiljas — text och noter
- 378a Uti din nåd — text och noter
- 378b Uti din nåd — text och noter
- 379 En kristen bör tro och besinna — text och noter
- 380 Min Gud på dig förtröstar jag — text och noter
- 381 Säll är den som sina händer — text och noter
- 382 Jag lyfter mina händer — text och noter
- 383 Gud ditt folk är vandringsfolket
- 384 Den korta stund jag vandrar här Finns på Wikisource. — text och noter
- 385 Jag vet på vem jag tror — text och noter
- 386 I det djupa i det höga — text och noter
- 387 Glädje utan Gud ej finnes — text och noter
- 388 O liv som blev tänt — text och noter
- 389 Till himlarna Gud din barmhärtighet når — text och noter
- 390 Tryggare kan ingen vara — text och noter
- 391 Blott en dag — text och noter
- 392 Tätt vid korset — text och noter
- 393 Ett litet fattigt barn jag är — text och noter
- 394 O Jesus du min herde god — text och noter
- 395 Hela vägen går han med mig — text och noter
- 396 Dig Herre prisar högt min själ — text och noter
- 397 Jag kan icke räkna dem alla — text och noter
- 398 Löftena kunna ej svika
- 399 Tränger i dolda djupen ner — text och noter
- 400 Min herde Herren Jesus är
- 401 Ut ur mörkret upp till ljuset — text och noter
- 402 Jag vet en hamn
- 403 Högt i stjärnehimlen
- 404 Fri som rymdens svala — text och noter
- 405 Det tänds ett ljus — text
- 406 Vår styrka är som blad och blom — text och noter

#### Kallelse och efterföljd
- 407 O Jesus styr min vandring så — text och noter
- 408 Vad gott kan jag väl göra — text och noter

- 409 Ack hur sig mången utesluter — text och noter
- 410 Gå varsamt, min kristen Finns på Wikisource. — text och noter
- 411 Skynda o själar — text och noter
- 412 Ingen hinner fram till Guds eviga ro — text och noter
- 413 Befall i Herrens händer — text och noter
- 414 Led milda ljus — text och noter
- 415 Med Gud och hans vänskap — text och noter
- 416 O människa o vandringsman — text och noter
- 417 Mästare kom träd in i denna skara — text och noter
- 418 Verka tills natten kommer — text och noter
- 419 Var är den skatt som bliver — text och noter
- 420 Det finns en port — text och noter
- 421 Väldig är Guds nåd — text och noter
- 422 Med Jesus fram i de bästa åren — text
- 423 Räds ej bekänna Kristi namn — text och noter
- 424 Min Gud är en väldig hjälte — text och noter
- 425 Såsom dagg går ur morgonens sköte — text och noter
- 426 Herre du som tände — text
- 427 I tro under himmelens skyar — text och noter
- 428 Du sagt mig Herre att jag må — text och noter
- 429 Vår tröghet är så stor o Gud — text och noter
- 430 Du som gick före oss — text
- 431 Inte med makt — text
- 432 Var inte rädd — text och noter
- 433 Herre du vandrar försoningens väg — text och noter
- 434 På denna jord vår Herres verk — text och noter
- 435 De heliga i landet — text

Mission
- 436 Vak upp du första vittnens anda — text och noter
- 437 Du för vars allmaktsord — text och noter
- 438 Jesus har grundat ett rike — text och noter
- 439 Så långt som havets bölja går — text och noter
- 440a Tillkomme ditt rike — text och noter
- 440b Tillkomme ditt rike — text och noter
- 441a Låt Gud ditt rike hinna — text och noter
- 441b Låt Gud ditt rike hinna — text och noter
- 442 Din rikssak Jesus vara skall — text och noter
- 443 Låt nya tankar tolka Kristi bud — text och noter
- 444 Ett Kristusbrev till världen — text och noter
- 445 Kristus konung stor — text och noter
- 446 Guds familj är världens största — text och noter

### Livet i Guds värld

#### Guds skapelse
- 447 Tack gode Gud för allt som finns — text och noter
- 448 Vår stora vida jord — text och noter
- 449 Var är den vän — text och noter
- 450 Himlars rymd sin konung ärar — text och noter
- 451 Ljud högt du psalm att lova — text och noter
- 452 Himlen med sin stjärneskrud — text och noter
- 453 Du är större än mitt hjärta
- 454 Gud har skapat allting
- 455 Tusen stjärnor glimmar
- 456 Hejda du vår väg mot stupet — text och noter
- 457 Guds värld är en skimrande gåva

#### Kärlek och gemenskapb
- 458 Allt mänskosläktet av ett blod — text och noter
- 459 I Kristus finns ej öst och väst — text och noter
- 460 Så i kärlek — text och noter
- 461 Som människor möts vi på vägen — text och noter

#### Hem och familj
- 462 Välsignad vår gemenskap är — text och noter
- 463 Vem är det som kommer på vägen
- 464 Som mannen och kvinnan
- 465 Ett barn som döpts i Jesu nam — text och noter

#### Arbete och fritid
- 466 Herre din dag var också lik — text
- 467 Sänd av himlens sol en strimma — text och noter
- 468 Som sådden förnimmer — text och noter
- 469 Helgad vare arbetsdagen — text och noter
- 470 Nu Herre ge mig av din eld — text och noter
- 471 Jublande lyfter vi här våra händer
- 472 Vi är tyngda trötta tomma — text och noter

#### Ansvar och tjänande
- 473 O Gud låt ingen lida nöd — text och noter
- 474 Ni mänskobarn som här i världen — text och noter
- 475 Vem kallar du din nästa här — text och noter
- 476 Min mun och tunga o min Gud — text och noter
- 477 O mänska har du väl rätt betänkt — text och noter
- 478 Ditt verk är stort — text och noter
- 479 Kärlek av höjden — text och noter
- 480 Din kärlek Jesus gräns ej vet — text och noter
- 481 Ord av evighet — text och noter
- 482 Ett vänligt ord kan göra under
- 483 Tung och kvalfull vilar hela
- 484 Ett enda om hans väg var visst — text och noter
- 485 Gud från ditt hus
- 486 Bröd bröd åkrarnas bröd
- 487 Någon skall vaka
- 488 Se en gåvoflod går fram
- 489 När du med en hungrig broder
- 490 Det skall bli skönt att landa — text och noter

#### Människans åldrar
- 491 Jag såg honom redan som barn — text och noter
- 492 Jag lyfter ögat — text och noter
- 493 Gud som haver barnen kär — text
- 494 O Jesus du som är barnens vän
- 495 Gud, i mina unga dagar — text och noter
- 496 Kärlekens Gud vi tackar dig
- 497 Frälsare låt oss unga — text och noter
- 498 På mina gamla dagar — text och noter
- 499 Lär mig du skog att vissna glad — text och noter
- 500 När mina steg blir dröjande — text och noter
- 501 När jag är trött — text och noter

#### Morgon och afton
- 502 Den signade dag — text och noter
- 503 Min Gud och Fader kära — text och noter
- 504 Ljus av ljus o morgonstjärna — text och noter
- 505 O du min tröst och salighet — text
- 506 Din klara sol går åter opp — text och noter
- 507 Ge mig Gud en lärkas tunga — text och noter
- 508 I mörker höljs ej jorden mer — text och noter
- 509 Kväll eller morgon — text
- 510 Herrens nåd är var morgon ny — text och noter
- 511 Kom du med mig min Herre Jesus — text
- 512 På knä inför Gud i Jesu namn
- 513 Morgonens rodnad — text och noter
- 514 Tack Fader för den dag du gav
- 515a O Kristus du som ljuset är — text och noter
- 515b O Kristus du som ljuset är — text och noter
- 516 Den ljusa dag förgången är — text och noter
- 517 Nu vilar folk och länder
- 518 Så går än en dag från vår tid — text och noter
- 519 Nu är en dag förliden — text och noter
- 520 När nu till jorden ner — text och noter
- 521 När allt omkring mig vilar — text och noter
- 522 Bliv du hos mig — text och noter
- 523 Till natt det åter lider — text och noter
- 524 Bred dina vida vingar — text och noter
- 525 Den dag du gav oss — text och noter
- 526 Så stilla solen dalar
- 527 Av goda makter skyddade — text och noter
- 528 Nu sjunker bullret — text och noter

#### Måltid
- 529a I Jesu namn till bords vi går — text och noter
- 529b I Jesu namn till bords vi går — text och noter
- 530 Glädjens Herre — text och noter
- 531 Välsigna Herre vad du ger

#### Årets tider
- 532 Likt vårdagssol i morgonglöd — text och noter
- 533 Vak upp mitt hjärta — text och noter
- 534 I denna ljuva sommartid — text och noter
- 535 Den blomstertid nu kommer — text och noter
- 536 Världen som nu föds på nytt
- 537 Naturen nu sig kläder — text och noter
- 538 Din klara sol o Fader vår — text och noter
- 539 En vänlig grönskas rika dräkt — text
- 540 Skön är den jord
- 541 De blomster som i marken bor
- 542 Fram skrider året i sin gång — text och noter
- 543 Se över allt den räcker — text och noter
- 544 Hur härligt vittna land och sjö Finns på Wikisource. — text och noter

#### Fosterlandet
- 545 Konungars konung din ära och makt
- 546 Bevara Gud vårt fosterland — text och noter
- 547 Välsigna Gud som makten sänder — text och noter
- 548 O konungarnas konung Gud — text och noter
- 549 Signa oss, Gud, och bevara! — text

#### Fred och frihet
- 550 Skänk du oss fred o Herre kär — text och noter
- 551 Fader förena länge skilda händer — text och noter
- 552 För att folken måtte helas — text och noter
- 553 Guds kärlek är som stranden
- 554 Vår Fader och Gud — text och noter

### Det eviga livet

#### Döden och evigheten
- 555 Jag vandringsman — text och noter
- 556 Lik ängens sköna blomma — text och noter
- 557 O syndare som säker är och trygger — text och noter
- 558 O Jesus när mitt liv släcks ut — text och noter
- 559 Att säga världen helt farväl — text och noter
- 560 Det finns ett hem
- 561 Jag vet mig en sömn i Jesu namn — text
- 562 En vandringsman är mänskan här — text och noter
- 563 En dalande dag och en flyktig stund — text
- 564 Vad är vårt liv
- 565 En dag jag lämnar mitt hem — text och noter

#### Det kristna hoppet
- 566 Hur mäktig är den sabbat — text och noter
- 567 Med lust och glädje tänker — text och noter
- 568a I himmelen i himmelen — text och noter
- 568b I himmelen i himmelen — text och noter
- 569 Jerusalem du Herrens nya stad — text och noter
- 570 Eja mitt hjärta — text och noter
- 571 Liksom vandraren i längtan — text och noter
- 572 Tänk när en gång — text och noter
- 573 Vid älvarna i Babylon — text och noter
- 574 Till det härliga land ovan skyn — text och noter
- 575 Hur suckar du min själ i banden — text och noter
- 576 O hur saligt att få vandra — text och noter
- 577 En liten tid vi vandrar här — text och noter
- 578 Högt i himlens ljusa boning — text och noter
- 579 När får jag se dig Frälsare kär — text och noter
- 580a Jag skall gråtande kasta mig ner
- 580b Jag skall gråtande kasta mig ner
- 581 Det finns en väg till himmelen
- 582 De skall gå till den heliga staden — text (4. vers)
- 583 Min Frälsare lever
- 584 Jag har ett hem ett ljuvligt hem — text och noter
- 585 Upp du min själ och sjung — text och noter

## Sånger för kyrkliga förrättningar

### Dop
- 734 Du som var den minstes vän — text och noter
- 735 Upp ur vilda djupa vatten
- 736 I Jesu Kristi namn vi ber

### Vigsel
- 737 Vi lyfter våra hjärtan
- 738 Gud har omsorg om vårt släkte
- 739 Vi som möttes sent i livet
- 740 Måtte han som ger allt gott — text och noter
- 741 Med hjärtat fullt med blickens ljus — text och noter

### Begravning
- 742 O Gud du mig ej överger
- 743 Från våra kära från våra vänner
- 744 O Gud du som de världar ser
- 745 Som liljan på sin äng
- 746 Nu faller höstens sista löv — text och noter

### På dopdagen
- 747 Som ett sandkorn i en öken

### Välsignelse inför skolstarten
- 748 Far i himlen du har gett oss (vers 2) — text och noter

### På födelsedagen
- 749 Fröjdetoner klingar klara — text och noter

### Välsignelse av hem
- 750 Gud du all gemenskaps Herre (vers 2) — text och noter

### Vid kyrkoinvigning
- 751 Älskad vare denna kyrka — text och noter

### Mottagande av paramenta och inventarier
- 752 Herre låt vår kyrka vara (vers 2) — text och noter

### Välsignelse av församlingslokaler
- 753 Du är vår församlings Herre (vers 2) — text och noter

### Välsignelse av sådden
- 754 Vårt land i sommarfägring — text och noter
- 755 Herre över allt som växer (vers 2) — text och noter

### Tacksägelse för skörden
- 756 Nu är skördetiden inne (vers 2) — text och noter

### Välsignelse av skola
- 757 Gud välsigna denna skola (vers 2) — text och noter

### Välsignelse av läroinrättning
- 758 Inför detta nya läsår (vers 2) — text och noter

### Välsignelse av vårdinrättning
- 759 Du som är de svagas räddning (vers 2) — text och noter

### Välsignelse av industrianläggning, kontorslokal eller arbetsplats
- 760 Till gemenskap har vi skapats (vers 2) — text och noter

### Ibruktagande av fana
- 761 Kring vår fana har vi samlats (vers 2) — text och noter

### Bordsböner
- 762 Allas ögon väntar på dig — text och noter

## Tillägget  ”Sång i Guds värld” 2015

### Trons mysterium

#### Lovsång
- 801 Låt vår kyrka bli ett träd — text och noter
- 802 Sjung lovsång alla länder
- 803 Jag vill ge dig o Herre min lovsång
- 804 Lovsjung vår Gud för en levande jord
- 805 Kom lova vår Gud — text och noter
- 806 Allena Gud i himmelrik
- 807 Glädjen i oss blir till musik
- 808 Helig helig helig — text och noter
- 809 Jubla min själ
- 810 Som gränslösa vidder
- 811 Tänk att livet kostar livet
- 812 Det är gott att tacka Herren
- 813 Sjung till Herrens ära — text och noter
- 814 Saliga de som bor i ditt hus
- 815 Vi kommer för vår Gud
- 816 Min Jesus min Herre
- 817 Vi ska jubla högt vi ska sjunga
- 818 Tack min Gud för öron
- 819 När jag klappar klappar du med mig — text och noter

#### Mysteriet
- 820 Omätlige vars hjärta rymmer världen — text och noter
- 821 Ett frö behöver inte mycket — text och noter
- 822 Så kom du då till sist
- 823a Du är gränslös
- 823b Du är gränslös
- 824 Gud du andas genom allt
- 825 Lätta som lekande fiskar — text

#### Skaparen befriaren livgivaren
- 826 Sjung med glädje till Guds ära
- 827 Vi tror på Skaparen Gud
- 828 O Gud som skapat vind och hav
- 829 Himlens timmerman

- 830 Du kom från bortom allt vi vet och känner
- 831 Du glädjens ljus
- 832 Kom vandra genom gatorna
- 833 Som vinden smeker mot min kind

### Guds kyrka

#### Kyrkoåret
- 834 Se din konung kommer till dig
- 835 Ett litet barn av Davids hus
- 836 Här kommer en liten lucia
- 837 O kom o kom Immanuel
- 838 Det folk som vandrar i mörkret — text
- 839 Nu i den heliga timman — text och noter
- 840 Sjung ut i hela världen
- 841 Herdar som på fälten vaktat
- 842 Lilla lammet följer stjärnans glans — text och noter
- 843 Barn och stjärnor
- 844 Du är Livets träd i världen
- 845 Han gick den svåra vägen
- 846 Kom ihåg dem — text och noter
- 847 Dig vi lovsjunger ärar
- 848 Vaka med mig — text och noter
- 849 Kristus är sannerligen uppstånden
- 850 Kristus är uppstånden — text och noter
- 851 En tidig söndagsmorgon — text och noter
- 852 Dina händer är fulla av blommor
- 853 Uppstått har Jesus
- 854 Jesus har uppstått
- 855 Vinden känner inga gränser
- 856 När gravljusen brinner
- 857 Ljuset som jag tänder — text och noter
- 858 Guds Son en gång i morgonglans
- 859 Den dagen kommer — text och noter

#### Gudstjänstlivet
- 860 Längtan fyller varje andetag — text och noter
- 861 Vi har kommit hit för att höra om Jesus
- 862 Tänk att du är du — text och noter
- 863 Herre förbarma dig — text och noter
- 864 Halleluja (ortodoxt) — text och noter
- 865 Halleluja
- 866 Lovad vare du Herre
- 867 Vi tror på Gud som skapar världen
- 868 Jag tror på en Gud som är helig och varm
- 869 Gud vår Far i himlen
- 870 Du är helig du är hel — text och noter
- 871 Vår Fader du som är i himlen
- 872 Här ser vi nu Guds lamm
- 873 Brödet är ett brutet för alla — text och noter
- 874 Ät mitt bröd — text
- 875 Nu öppnar vi våra hjärtan — text och noter
- 876 Tacka Herren ty han är god — text
- 877 Halleluja Ditt lov vi sjunger — text och noter
- 878 Det sker ett under i världen
- 879 Sov du lilla sov nu gott
- 880 Tänk att paradiset ligger i ett barns klara blick
- 881 På bröllopsdagen ber vi
- 882 Kärlek och himmel

### Guds värld

#### Kärlekens utmaning
- 883 Du som ger oss liv och lär oss hoppas
- 884 O Jesus Krist förvandla mig
- 885 Lägg i varandras händer fred
- 886 Dona nobis pacem
- 887 Fredens Gud ge oss kärlek
- 888 På vägarna i världen
- 889 Tar vi sten i våra händer
- 890 Du vet väl om att du är värdefull — text och noter
- 891 Se här bygges Babels torn
- 892 Öppna dina knutna händer — text och noter
- 893 Det gäller dig och det gäller mig — text och noter
- 894 Bara den som vandrar nära marken — text och noter
- 895 Kristna kom i morgonljuset — text och noter
- 896 Vi sträcker våra händer fram
- 897 Sänd mig Gud — text och noter

#### Tvivel och tillit
- 898 Gud för dig är allting klart
- 899 Glädjen växer i mitt hjärta — text
- 900 Jesus du som älskar oss — text och noter
- 901 Gud jag undrar över livet — text och noter
- 902 Länge har jag försökt — text
- 903 Se mig när jag knäpper mina händer — text och noter
- 904 Var du vår längtan — text och noter
- 905 Mitt liv en nåd — text och noter
- 906 Bara i dig har min själ sin ro
- 907 I min Gud har jag funnit styrka
- 908 När det stormar
- 909 Jag har en ängel som följer mig
- 910 Du vänder ditt ansikte till mig

#### Kris och katastrof
- 911a När marken brister
- 911b När marken brister
- 912 Herre hur länge skall jag ropa — text
- 913 Bär mig över djupen
- 914 Gud i dina händer — text och noter
- 915 Du omsluter mig på alla sidor — text

#### Stillhet och meditation9
- 916 Gud ge mig sinnesro
- 917 Möt mig nu som den jag är
- 918 När vi är — text och noter
- 919 Min själ får vila ut
- 920 Vila i mig — text och noter

#### Tider och stunder
- 921 Tänk att få vakna
- 922 Nu lyser tusen glädjebloss
- 923 När dagen fylls av fågelsång
- 924 Nu lyser våra backar — text och noter
- 925 Över berg och dal — text och noter
- 926 Nu stryker isen sin blånande spegel — text och noter
- 927 Att lovsjunga Guds storhet — text och noter
- 928 Tack för nattens vila
- 929 Innan natten kommer — text och noter
- 930 Nu sjunker sol i hav
- 931 När aftonen kommer — text och noter
- 932 Vi är ett folk på vandring

#### Pilgrimsvandring
- 933 Som pilgrimer vi färdas sakta
- 934 Vandra med oss — text och noter
- 935 Ditt ord är en lykta för min fot — text och noter
- 936 Herre jag sätter mitt hopp till dig — text

#### Framtid och hopp
- 937 Jag vet att jag lever just nu
- 938 Blott i det öppna
- 939 Glory to the Father — text och noter
- 940 Vi söker sanningen — text och noter
- 941 Som solen glöder
- 942 När livet inte blir som vi har tänkt oss
- 943 Tårarna vattnar fattigas jord
- 944 Kvällens tystnad — text och noter
- 945 Som en flod genom tiden — text och noter
- 946 Jag är med er alla dagar — text
- 947 Må din väg gå dig till mötes — text och noter